# Sewofluran
Sewofluran (1,1,1,3,3,3-heksafluoro-2-(fluorometoksy)propan) – organiczny związek chemiczny, fluorowany eter metylopropylowy. Wziewny środek znieczulający ogólnie. Działanie anestetyczne występuje szybko i zależy od stężenia wdychanego środka, posiada słabe działanie analgetyczne. Wpływ na napięcie mięśni prążkowanych jest niewielki, ale nasila działanie niedepolaryzujących środków zwiotczających.

## Właściwości
Wchłanianie par sewofluranu przez pęcherzyki płucne jest zdecydowanie szybsze od halotanu czy izofluranu. Indukcja znieczulenia następuje w ciągu 1–2 min. Eliminacja leku zachodzi w bardzo krótkim czasie również drogą oddechową.

## Wskazania
Lek szczególnie przydatny w znieczuleniu do zabiegów krótkotrwałych i wymagających szybkiego wprowadzenia do znieczulenia i szybkiego wybudzenia się po zabiegu. Ma przyjemną woń, nie drażni dróg oddechowych. Może być stosowany do indukcji i do podtrzymywania znieczulenia.

## Dawkowanie
Głębokość znieczulenia można zapewnić stężeniami 0,5–3% obj. w mieszaninie gazów oddechowych.

## Działania niepożądane
Przy większych stężeniach ma hamujący wpływ na układ krążenia (przede wszystkim obniżenie ciśnienia tętniczego). W zależności od dawki wywołuje depresję ośrodka oddechowego. Może powodować zwiększony metabolizm mięśni szkieletowych. W obecności pochłaniacza dwutlenku węgla może dochodzić do powstawania substancji toksycznych (m.in. tlenku węgla). Z tego względu zalecana jest wyjątkowa ostrożność podczas używania leku do długotrwałych znieczuleń. Lek zwiększa wrażliwość mięśnia sercowego na arytmogenne działanie egzogennej adrenaliny.